# Paralastor anostreptus
Paralastor anostreptus är en stekelart som beskrevs av Perkins 1914. Paralastor anostreptus ingår i släktet Paralastor och familjen Eumenidae. Inga underarter finns listade i Catalogue of Life.